# Pluzunet
Pluzunet (tiếng Breton: Plûned) là một xã của tỉnh Côtes-d'Armor, thuộc vùng Bretagne, tây bắc Pháp.

## Dân số
Người dân ở Pluzunet được gọi là Pluzunétois.